# František Protivenský
František Protivenský (též Protiwenský, 22. prosince 1863 Opočno – 1922, nebo 1927) byl český policista a kriminalista, vrchní komisař IV. oddělení rakousko-uherské, posléze pak československé, policie. Byl významným průkopníkem oboru daktyloskopie v českých zemích.

## Život

### Kariéra
Narodil se v Opočně ve východních Čechách. V 80. letech 19. století žil v okolí Dobříše. Od roku 1892 je uváděn jako policejní praktikant v Praze. Zde se následně vypracoval na pozici komisaře. Roku 1900 se po absolvování odborné přednášky ve Vídni podílel na zavedení metody antropometrie, tj. evidence tělesných parametrů podezřelých osob, u pražské policie. Okolo roku 1910 již byl vrchním komisařem IV. oddělení pražské policie, sídlící v pražské Bartolomějské ulici. 

### Daktyloskopie
O metodu snímání a evidence otisků prstů se zajímal již jako policejní praktikant, jakožto jeden z prvních kriminalistů v českých zemích. Již v červenci 1891 snímal první vzorky otisků prstů vězňů. Od roku 1903 začal vytvářet soukromou daktyloskopickou sbírku, možná nejstarší v českých zemích. Rovněž se podílel na procesu nahrazení systému antropometrie daktyloskopií v pražské policii roku 1908, a také založení daktyloskopické evidence. Ta v roce 1922 čítala na 25 000 evidenčních karet. Zasadil se také o vznik policejního fotografického ateliéru pro fotodokumentaci podezřelých. 
Jeho odborný spis s názvem Nauka o daktyloskopii a popisování osob se stal první prací o daktyloskopii v češtině.

### Úmrtí
František Protivenský zemřel roku 1922, nebo 1927.

## Dílo
- Nauka o daktyloskopii a popisování osob